# Анђелија Арбутина
Анђелија Арбутина Шаренац (Београд, 29. март 1967) бивша је југословенска и српска кошаркашица. Најпознатија по играма за репрезентацију Југославије на Олимпијским играма у Сеулу и победничком кошу у полуфиналу, као и вишегодишњим наступима за Црвену звезду.

## Играчка каријера

### Клупска каријера
Највећи део своје каријере провела је у Црвеној звезди. За Црвену звезду је наступала од 1983. до 1992. године, као и у сезони 1993/94. Годинама је предводила тим као капитен, а са црвено-белима је освојила две шампионске титуле 1989. и 1992. године, као и два национална Купа 1992. и 1994. године. Са Звездом је такође била и трећа у Купу шампиона 1990. године, уз још три изгубљена финала плеј-офа 1987, 1991. и 1994. године.
Анђелија је каријеру наставила управо у дресу Бечеја са којим је већ 1995. године освојила шампионску титулу победама у финалној серији против Црвене звезде са 3:0, а Арбутина је у другој утакмици убацила чак 62 поена. Касније је освајала титуле и са Хемофармом, играла за Мишколц из Мађарске, италијански Лавецини из Парме, Развојну банку из Бање Луке и израелски Рамат Хашарон.

### Репрезентација
Наступала ја за јуниорску репрезентацију Југославије са којом има бронзу са Светског шампионата 1985, када је постигла 42 поена на 5 утакмица. Такође има и сребро са Европског првенства 1986. године када је постигла 87 поена на седам утакмица.
У дресу сениорске репрезентације Југославије одиграла је 81 утакмицу. Освојила је чак четири сребрне медаље на великим такмичењима (Олимпијске игре 1988. у Сеулу, Светско првенство 1990. у Куала Лумпуру и на Европским првенствима 1987. у Шпанији и 1991. у Израелу).
На Олимпијским играма у Сеулу 1988. године постигла је кош за победу у полуфиналу против Аустралије (57:56) и одвела Југославију у финале против селекције САД, где су пружиле достојан отпор и освојиле сребрну медаљу. Кроз шуму руку аустралијске одбране пробила се до коша и поентирала у последњој секунди од таблу за велику радост саиграчица и стручног штаба на челу са Миланом Васојевићем. Тај погодак обележио јој је каријеру у репрезентацији. На мечу против Аустралије постигла је 15 поена, а у Сеулу је укупно забележила 51 поен у пет утакмица (10,2 по мечу). Одличан учинак имала је и на Европском првенству 1987. године, када је на седам мечева убацила 77 поена (11 по утакмици). На Првенству Европе 1989. године бележила је чак 19 поена у просеку (95 поена, пет утакмица) и била други стрелац националног тима, који је заузео четврто место. На Мундијалу у Малезији 1990. године забележила је 22 постигнута поена у седам утакмица, а на шампионату Старог континента 1991. године уписала је 42 поена у пет сусрета. Била је и најбољи стрелац СР Југославије на Европском првенству 1995. године са 15,2 поена по утакмици (91 поен у шест мечева).

## Приватни живот
Анђелија је удата за спортског коментатора РТС Слободана Шаренца, са којим има две ћерке.